# H2AFY
L'histone de cœur macro-H2A.1 est une protéine qui est codée par le gène H2AFY chez l'homme,,.

## Fonction
Les histones sont des protéines nucléaires de base responsables de la structure nucléosomale de la fibre chromosomique chez les eucaryotes. Les nucléosomes consistent en environ 146 pb d'ADN enroulé autour d'un octamère d'histone composé de paires de chacune des quatre histones principales (H2A, H2B, H3 et H4). La fibre de chromatine est ensuite compactée par l'interaction d'une histone de liaison, H1, avec l'ADN inter-nucléosomal pour former des structures de chromatine d'ordre supérieur. Ce gène code un membre de la famille des histones H2A. Il s'agit d'un variant d'histone qui remplace les histones H2A conventionnelles dans un sous-ensemble de nucléosomes où il réprime la transcription et participe à l'inactivation stable du chromosome X. L'épissage alternatif de ce transcrit résulte en plusieurs variants de transcription codant différentes isoformes. L'expression de ces isoformes est associée à plusieurs cancers, tels que le carcinome hépatocellulaire.

## Biobliographie complémentaire
- El Kharroubi A, Piras G, Zensen R, Martin MA, « Transcriptional activation of the integrated chromatin-associated human immunodeficiency virus type 1 promoter », Molecular and Cellular Biology, vol. 18, no 5,‎ mai 1998, p. 2535–44 (PMID 9566873, PMCID 110633, DOI 10.1128/mcb.18.5.2535)
- Costanzi C, Pehrson JR, « Histone macroH2A1 is concentrated in the inactive X chromosome of female mammals », Nature, vol. 393, no 6685,‎ juin 1998, p. 599–601 (PMID 9634239, DOI 10.1038/31275)
- Zhang QH, Ye M, Wu XY, Ren SX, Zhao M, Zhao CJ, Fu G, Shen Y, Fan HY, Lu G, Zhong M, Xu XR, Han ZG, Zhang JW, Tao J, Huang QH, Zhou J, Hu GX, Gu J, Chen SJ, Chen Z, « Cloning and functional analysis of cDNAs with open reading frames for 300 previously undefined genes expressed in CD34+ hematopoietic stem/progenitor cells », Genome Research, vol. 10, no 10,‎ octobre 2000, p. 1546–60 (PMID 11042152, PMCID 310934, DOI 10.1101/gr.140200)
- Deng L, de la Fuente C, Fu P, Wang L, Donnelly R, Wade JD, Lambert P, Li H, Lee CG, Kashanchi F, « Acetylation of HIV-1 Tat by CBP/P300 increases transcription of integrated HIV-1 genome and enhances binding to core histones », Virology, vol. 277, no 2,‎ novembre 2000, p. 278–95 (PMID 11080476, DOI 10.1006/viro.2000.0593)
- Chadwick BP, Willard HF, « Histone H2A variants and the inactive X chromosome: identification of a second macroH2A variant », Human Molecular Genetics, vol. 10, no 10,‎ mai 2001, p. 1101–13 (PMID 11331621, DOI 10.1093/hmg/10.10.1101)
- Deng L, Wang D, de la Fuente C, Wang L, Li H, Lee CG, Donnelly R, Wade JD, Lambert P, Kashanchi F, « Enhancement of the p300 HAT activity by HIV-1 Tat on chromatin DNA », Virology, vol. 289, no 2,‎ octobre 2001, p. 312–26 (PMID 11689053, DOI 10.1006/viro.2001.1129)
- Chadwick BP, Willard HF, « Cell cycle-dependent localization of macroH2A in chromatin of the inactive X chromosome », The Journal of Cell Biology, vol. 157, no 7,‎ juin 2002, p. 1113–23 (PMID 12082075, PMCID 2173542, DOI 10.1083/jcb.200112074)
- Takahashi I, Kameoka Y, Hashimoto K, « MacroH2A1.2 binds the nuclear protein Spop », Biochimica et Biophysica Acta, vol. 1591, nos 1-3,‎ août 2002, p. 63–8 (PMID 12183056, DOI 10.1016/S0167-4889(02)00249-5)
- Ganesan S, Silver DP, Greenberg RA, Avni D, Drapkin R, Miron A, Mok SC, Randrianarison V, Brodie S, Salstrom J, Rasmussen TP, Klimke A, Marrese C, Marahrens Y, Deng CX, Feunteun J, Livingston DM, « BRCA1 supports XIST RNA concentration on the inactive X chromosome », Cell, vol. 111, no 3,‎ novembre 2002, p. 393–405 (PMID 12419249, DOI 10.1016/S0092-8674(02)01052-8)
- Angelov D, Molla A, Perche PY, Hans F, Côté J, Khochbin S, Bouvet P, Dimitrov S, « The histone variant macroH2A interferes with transcription factor binding and SWI/SNF nucleosome remodeling », Molecular Cell, vol. 11, no 4,‎ avril 2003, p. 1033–41 (PMID 12718888, DOI 10.1016/S1097-2765(03)00100-X)
- Behrends U, Schneider I, Rössler S, Frauenknecht H, Golbeck A, Lechner B, Eigenstetter G, Zobywalski C, Müller-Weihrich S, Graubner U, Schmid I, Sackerer D, Späth M, Goetz C, Prantl F, Asmuss HP, Bise K, Mautner J, « Novel tumor antigens identified by autologous antibody screening of childhood medulloblastoma cDNA libraries », International Journal of Cancer, vol. 106, no 2,‎ août 2003, p. 244–51 (PMID 12800201, DOI 10.1002/ijc.11208)
- Lusic M, Marcello A, Cereseto A, Giacca M, « Regulation of HIV-1 gene expression by histone acetylation and factor recruitment at the LTR promoter », The EMBO Journal, vol. 22, no 24,‎ décembre 2003, p. 6550–61 (PMID 14657027, PMCID 291826, DOI 10.1093/emboj/cdg631)
- Acín-Pérez R, Bayona-Bafaluy MP, Fernández-Silva P, Moreno-Loshuertos R, Pérez-Martos A, Bruno C, Moraes CT, Enríquez JA, « Respiratory complex III is required to maintain complex I in mammalian mitochondria », Molecular Cell, vol. 13, no 6,‎ mars 2004, p. 805–15 (PMID 15053874, PMCID 3164363, DOI 10.1016/S1097-2765(04)00124-8)
- Zhang R, Poustovoitov MV, Ye X, Santos HA, Chen W, Daganzo SM, Erzberger JP, Serebriiskii IG, Canutescu AA, Dunbrack RL, Pehrson JR, Berger JM, Kaufman PD, Adams PD, « Formation of MacroH2A-containing senescence-associated heterochromatin foci and senescence driven by ASF1a and HIRA », Developmental Cell, vol. 8, no 1,‎ janvier 2005, p. 19–30 (PMID 15621527, DOI 10.1016/j.devcel.2004.10.019)
- Hernández-Muñoz I, Lund AH, van der Stoop P, Boutsma E, Muijrers I, Verhoeven E, Nusinow DA, Panning B, Marahrens Y, van Lohuizen M, « Stable X chromosome inactivation involves the PRC1 Polycomb complex and requires histone MACROH2A1 and the CULLIN3/SPOP ubiquitin E3 ligase », Proceedings of the National Academy of Sciences of the United States of America, vol. 102, no 21,‎ mai 2005, p. 7635–40 (PMID 15897469, PMCID 1140410, DOI 10.1073/pnas.0408918102)
- Ioudinkova ES, Barat A, Pichugin A, Markova E, Sklyar I, Pirozhkova I, Robin C, Lipinski M, Ogryzko V, Vassetzky YS, Razin SV, « Distinct distribution of ectopically expressed histone variants H2A.Bbd and MacroH2A in open and closed chromatin domains », PLOS ONE, vol. 7, no 10,‎ 2012, e47157 (PMID 23118866, PMCID 3484066, DOI 10.1371/journal.pone.0047157)